# Ajigasawa
Ajigasawa (jap. 鰺ヶ沢町 Ajigasawa-machi) – miasto w Japonii, na wyspie Honsiu, w prefekturze Aomori. Według danych na rok 2020 miejscowość zamieszkiwało 9 044 mieszkańców , a gęstość zaludnienia wyniosła 26,4 os./km².